# Église Saint-Louis de Grenay
L'église Saint-Louis est une église catholique de la ville de Grenay. Cette église consacrée à saint Louis appartient à l'association diocésaine du diocèse d'Arras. Elle est inscrite aux monuments historiques,, depuis 2009, et au patrimoine mondial en 2012, évitant ainsi la démolition.

## Histoire et description
La Compagnie des mines de Béthune construit après la guerre de 1914-1918 une nouvelle église pour les ouvriers et leur famille de la cité no 5, l'ancienne église (consacrée en 1905) ayant été détruite par les obus allemands. Elle est terminée en 1925 selon les plans de l'architecte Gustave Umbdenstock conjuguant le style néo-roman et le vocabulaire Art déco. L'église de plan en croix latine, terminée par une abside semi-circulaire, est en briques avec encorbellements de pierre et la toiture refaite en 2010 est recouverte d'ardoises. Le porche de style régional est surmonté d'une statue de la Vierge à l'Enfant. Le petit clocher est en forme de lampe de mineur stylisée ; il date de 2008,, le clocher original ayant menacé de s'écrouler.
Les vitraux sont du peintre-verrier Auguste Labouret, ainsi que le chemin de croix en mosaïques. Il ne reste plus que neuf vitraux représentant la vie de sainte Barbe, patronne des mineurs, les autres ayant été déposés par un précédent curé. Le décor intérieur est l'œuvre du peintre Léon Rudnicki, les chapiteaux du sculpteur Font-Robert.
Elle est inscrite aux monuments historiques en 2009̟, et au patrimoine de l'humanité de l'Unesco, le 30 juin 2012 avec le reste du site minier (site no 84). L'église dépend de la paroisse Saint-Vincent-de-Paul de Bully-en-Gohelle.

## Illustrations

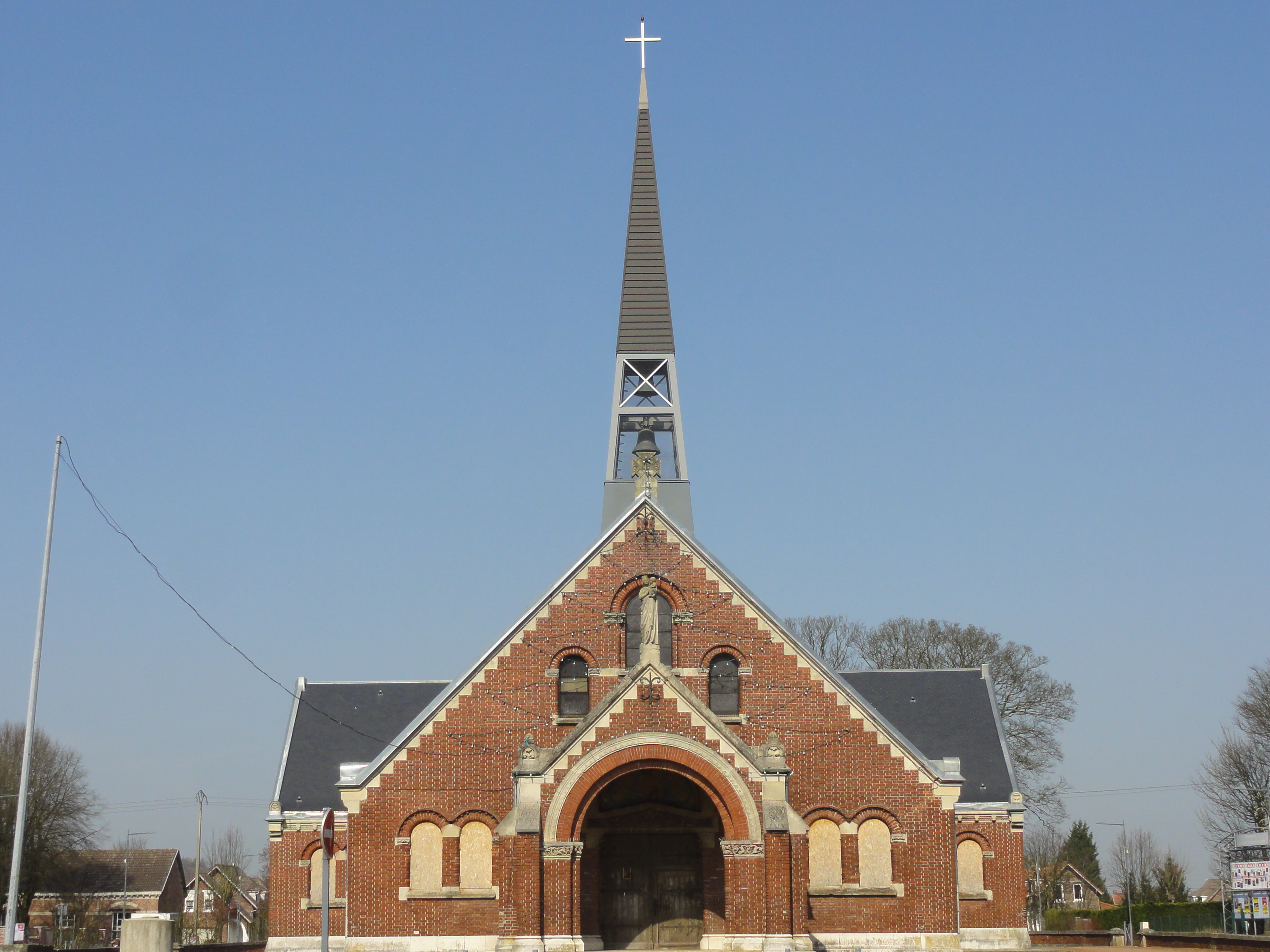
Façade.
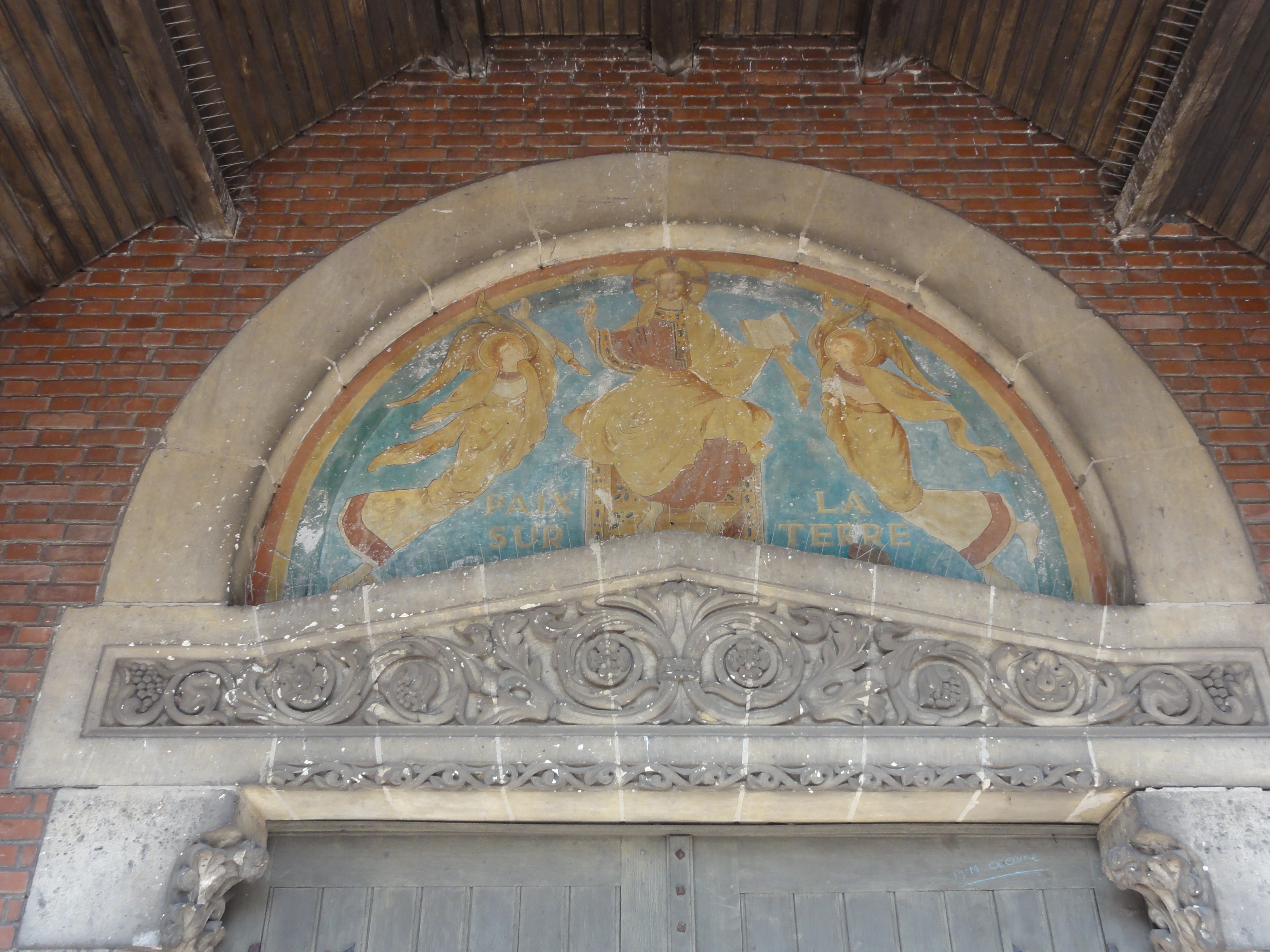
Fresque du porche.
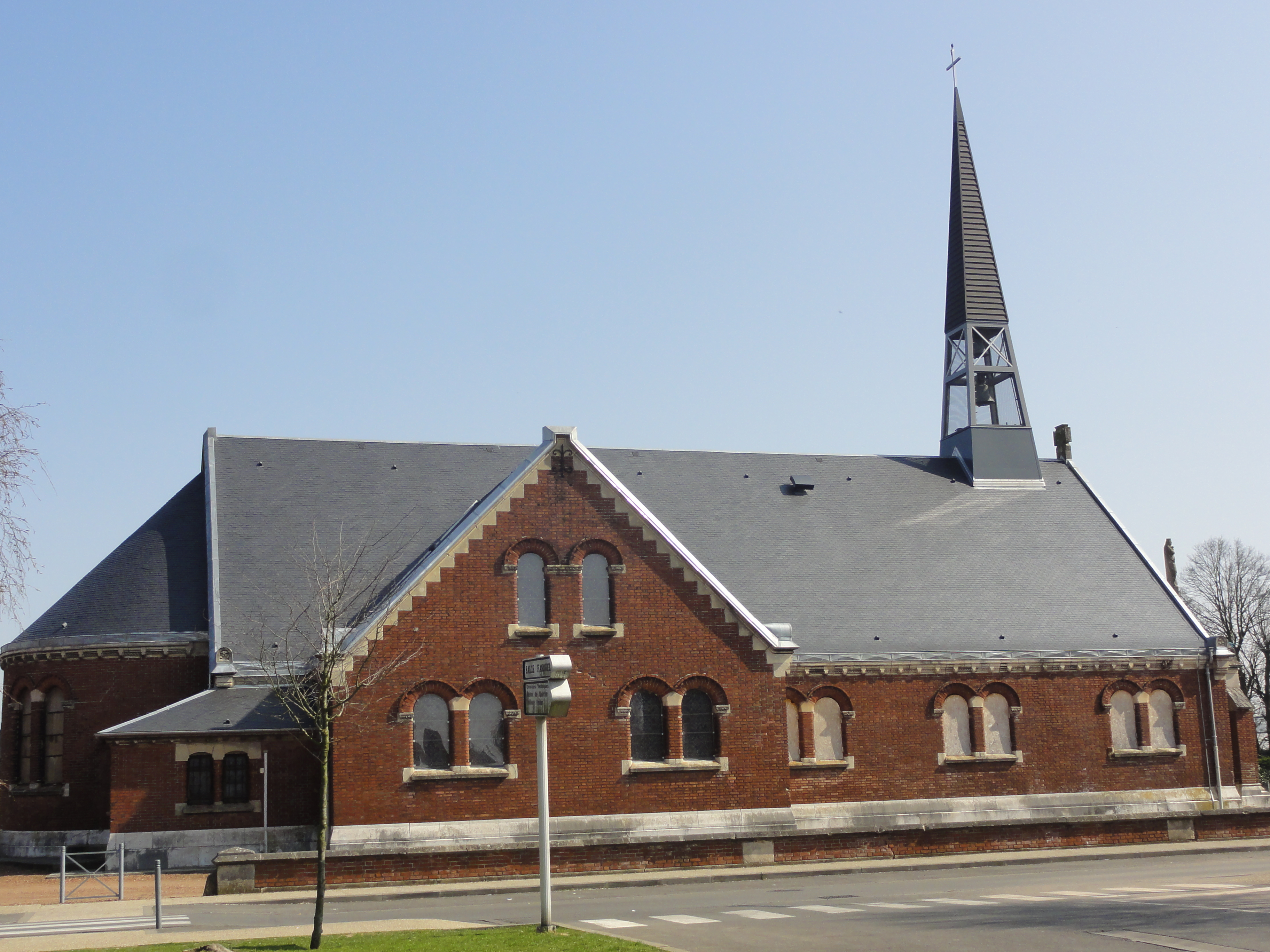
Vue de côté.
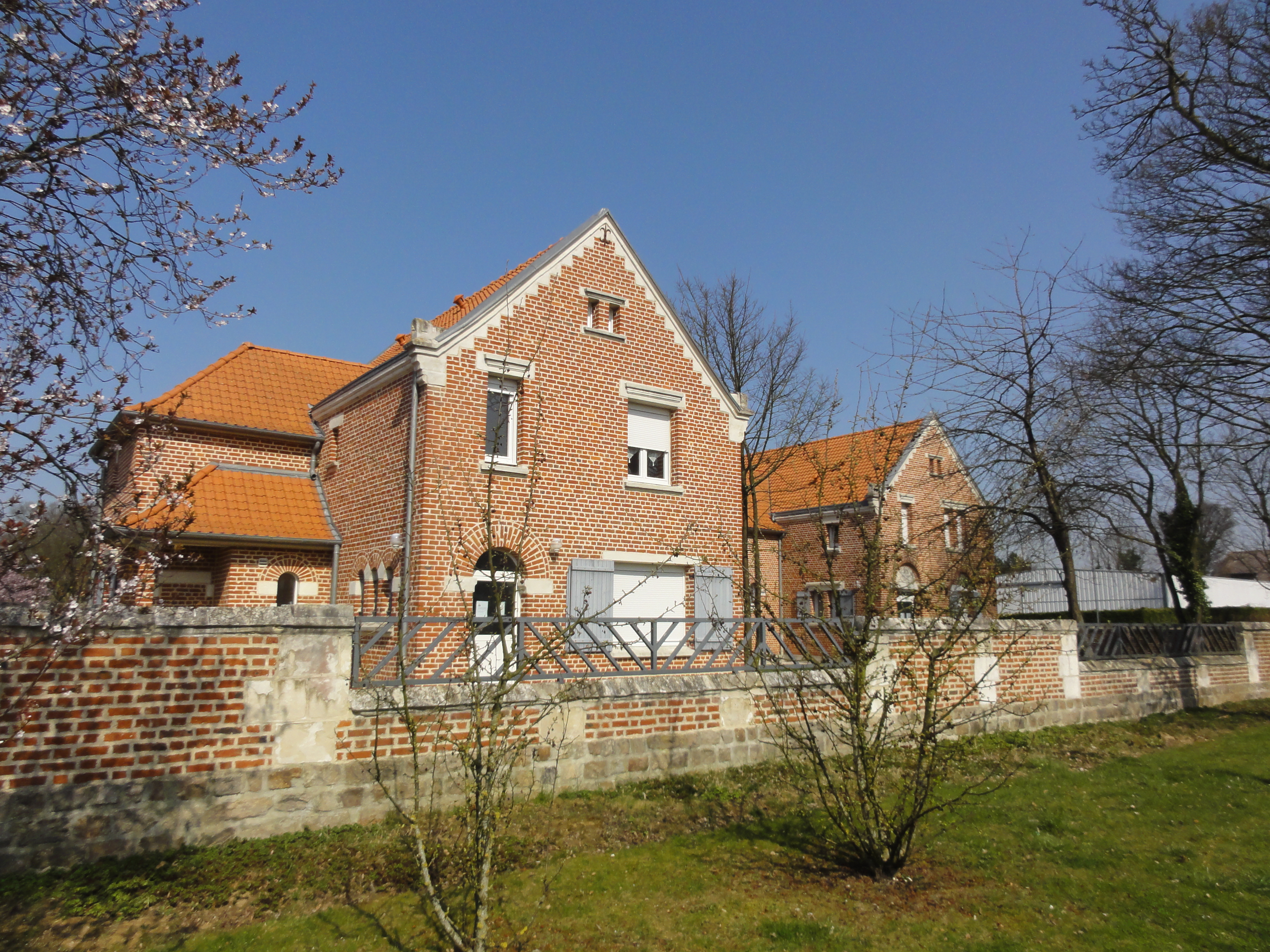
Presbytère.